# العلاقات الألمانية السودانية
العلاقات الألمانية السودانية هي العلاقات الثنائية التي تجمع بين ألمانيا والسودان.

## مقارنة بين البلدين
هذه مقارنة عامة ومرجعية للدولتين:
| وجه المقارنة                                              | ألمانيا                                                                              | السودان                     |
| --------------------------------------------------------- | ------------------------------------------------------------------------------------ | --------------------------- |
| المساحة (كم2)                                             | 357.41 ألف                                                                           | 1.89 مليون                  |
| عدد السكان (نسمة)                                         | 81.29 مليون                                                                          | 40.53 مليون                 |
| الكثافة السكانية (ن./كم²)                                 | 227.44                                                                               | 21.44                       |
| العاصمة                                                   | بون، برلين                                                                           | الخرطوم                     |
| اللغة الرسمية                                             | اللغة الألمانية                                                                      | اللغة العربية، لغة إنجليزية |
| العملة                                                    | يورو، مارك ألماني                                                                    | جنيه سوداني                 |
| الناتج المحلي الإجمالي (بليون دولار)                      | 3.68 تريليون                                                                         | 117.49 مليار                |
| الناتج المحلي الإجمالي (تعادل القوة الشرائية) بليون دولار | 3.92 تريليون                                                                         | 176.55 مليار                |
| الناتج المحلي الإجمالي الاسمي للفرد دولار أمريكي          | 41.31 ألف                                                                            | 2.41 ألف                    |
| الناتج المحلي الإجمالي للفرد دولار أمريكي                 | 46.40 ألف                                                                            | 4.07 ألف                    |
| مؤشر التنمية البشرية                                      | 0.926                                                                                | 0.479                       |
| رمز المكالمات الدولي                                      | +49                                                                                  | +249                        |
| رمز الإنترنت                                              | .de                                                                                  | سودان                       |
| المنطقة الزمنية                                           | توقيت وسط أوروبا، ت ع م+01:00، ت ع م+02:00، توقيت أوروبا الوسطى المعياري (ت غ م +1) ‏ | ت ع م+03:00، ت ع م+02:00    |

## منظمات دولية مشتركة
يشترك البلدان في عضوية مجموعة من المنظمات الدولية، منها:
| علم المنظمة | اسم المنظمة                               | تاريخ انضمام ألمانيا | تاريخ انضمام السودان |
| ----------- | ----------------------------------------- | -------------------- | -------------------- |
|             | مؤسسة التمويل الدولية                     | 20 يوليو 1956        | 21 أكتوبر 1960       |
|             | منظمة حظر الأسلحة الكيميائية              | 29 أبريل 1997        | ?                    |
|             | يونسكو                                    | 11 يوليو 1951        | 26 نوفمبر 1956       |
|             | البنك الإفريقي للتنمية                    | ?                    | ?                    |
|             | الاتحاد الدولي للاتصالات                  | 1866                 | 23 أكتوبر 1957       |
|             | الأمم المتحدة                             | 18 سبتمبر 1973       | 12 نوفمبر 1956       |
|             | منظمة الشرطة الجنائية الدولية             | ?                    | ?                    |
|             | البنك الدولي للإنشاء والتعمير             | 14 أغسطس 1952        | 5 سبتمبر 1957        |
|             | الاتحاد البريدي العالمي                   | 1 يوليو 1875         | ?                    |
|             | مؤسسة التنمية الدولية                     | 24 سبتمبر 1960       | 24 سبتمبر 1960       |
|             | الفريق المعني برصد الأرض                  | ?                    | ?                    |
|             | المركز الدولي لتسوية المنازعات الاستشارية | 18 مايو 1969         | 9 مايو 1973          |
|             | وكالة ضمان الاستثمار متعدد الأطراف        | 12 أبريل 1988        | 7 نوفمبر 1991        |

## أعلام
هذه قائمة لبعض الشخصيات التي تربطها علاقات بالبلدين:
- هاني مختار (لاعب كرة قدم ألماني، 21 مارس 1995[30] – )

## وصلات خارجية
- موقع وزارة الخارجية الألمانية
- موقع وزارة الخارجية السودانية